# Jean Jacques de Novital
Jean-Jacques Elizabeth Noël Delherm de Novital, (23 décembre 1796 - 12 juin 1856) ou commandant Delherm de Novital, ou commandant de Novital, quatrième écuyer en chef du Cadre noir de Saumur du 27 juillet 1841 jusqu'au 26 février 1847.

## Biographie
Né à Novital-Viguerie, ancienne commune de la Haute-Garonne, le 23 décembre 1796.
Il entre dans le manège de Saumur en 1825 sous le premier écuyer en chef Jean-Baptiste Cordier. Il passe treize ans en tant qu'instructeur à Saumur, formant un grand nombre de sous-maîtres, notamment le commandant Guérin, futur sixième écuyer en chef. En 1839 il est nommé chevalier de la Légion d'honneur.

## Écuyer en chef
Le 27 juillet 1841, il est nommé écuyer en chef à la mort du commandant Champet, et seulement trois mois après sa nomination en tant que chef d'escadrons. Pendant une période intérimaire, le Manège est géré par le commandant Rousselet. 
Le commandant Delherm de Novital fut une figure polarisante au Manège.
Ses successeurs au Manège, dont le général Alexis L'Hotte, dressèrent un portrait péjoratif surtout sur son caractère colérique notoire (il souffrait d'hypertension artérielle). L'Hotte, alors au début de sa carrière, le décrit ainsi : « Petit homme rageur, ne pouvant faire une observation de sang-froid et chez qui, dans le service, la colère perçait à tout propos. » Ses rapports avec le commandant Rousselet étaient mauvais, traitant ce dernier de « bonapartiste ».

## Bauchérisation du Cadre noir
Novital rencontre Baucher peu de temps après sa nomination. Il dit de cette rencontre « la méthode Baucher est une nouvelle fontaine de jouvence, où les vieilles traditions viendront se retremper. »
Son adoption extrême des méthodes de Baucher à l'École ne fera pas l'unanimité, notamment face aux souteneurs des méthodes d'Antoine-Henri-Philippe-Léon Cartier d'Aure. Néanmoins, le lieutenant général Marquis Oudinot, séduit par le rapport du commandant de Novital sur la méthode Baucher, ordonna qu'une expérience sur cette nouvelle méthode soit faite à Paris sur cent chevaux difficiles.
L'expérience fut un succès, les résultats devaient être présentés au duc d'Orléans, protecteur de Baucher, le 20 juillet 1842. Il y avait même des rumeurs que le commandant de Novital s'effacerait devant Baucher. Mais le duc d'Orléans se tua en sautant de sa voiture qui s'était emballée le 13 juillet. Son successeur au comité de cavalerie, son frère le duc de Nemours, était un d'Auriste, ainsi la méthode Baucher fut interdite par le ministère de Guerre en 1845.
Le commandant de Novital obéit aux nouveaux ordres, néanmoins il « bauchérisa » sa monture, Ourphaly, pourtant un cheval de rang banal. En moins de trois mois sa monture émerveilla les connaisseurs ; même le duc de Nemours lui en fit compliment.

## Fin de carrière et décès
En 1847 il fut nommé lieutenant-colonel au quatrième hussards et remplacé par le comte d'Aure le 26 février qui devint le cinquième écuyer en chef. Il mourut d'une crise cardiaque le 12 juin 1856. Il ne décolérait pas depuis plusieurs semaines « contre ces c.. du ministère » qui venaient de le placer en non-activité.